# アレクサンドル・クラスノシチョーコフ
アレクサンドル・ミハイロヴィチ・クラスノシチョーコフ（ロシア語: Александр Михайлович Краснощёков, ラテン文字転写: Aleksandr Mikhailovich Krasnoshchyokov, 1880年10月10日 - 1937年11月26日）は、極東共和国の首班であり、レーニンの承認の下で極東共和国を建国した。

## 人物
クラスノシチョーコフはウクライナのチョルノーブィリ出身のユダヤ人で、キエフで革命運動に身を投じる。メンシェビキ国際派に近かった。弾圧を避けてアメリカ亡命後、ニューヨークのマンハッタンで衣料関係の労働者となり、アメリカ社会党で活動しながらニューヨーク市立大学夜間部で学ぶ。ポーランド系ユダヤ人女性と結婚後、シカゴに移りペンキ屋兼内装業を営む。平行してシカゴ大学夜間部に通い、イリノイ州弁護士の資格取得。シカゴ市内で法律事務所を開業する一方、ユダヤ人の若い移民に教育を施すシカゴ労働者学校の初代校長兼教育主任を務めた。ロシア二月革命を契機にシカゴを引き払い、太平洋、横浜、敦賀経由でロシアを目指し、1917年8月ウラジオストクに上陸した。直ちにボルシェビキとして地区ソヴィエトに参加。十月革命の報を受け、ハバロフスクに作られた地方政府、「極東地方ソヴィエト委員会」で議長に就任。独自通貨の発行も行ったが、シベリア出兵を行った日本軍に攻められ、委員会は解散。クラスノシチョーコフは日本軍の追及を辛くも逃れたが、白系コルチャーク軍に拘束され、イルクーツク刑務所に収監された。1919年暮れ、チェコ軍団によって解放され、共産党(ボル)イルクーツク地区委員会議長に迎えられた。
白軍と手を組んでいた日米英仏など干渉国軍のシベリアでの攻勢を受けて、レーニンは火の手をヨーロッパロシアに及ぼさないための緩衝国家を構想し、1920年4月6日、ウラン・ウデを首都として極東共和国が成立。クラスノシチョーコフはレーニンの支持を受け共和国初代大統領に就任した。首都をチタに移した同国はモスクワ政権の傀儡を宿命づけられていたが、クラスノシチョーコフは独自に、アメリカ型の自由主義経済を一部取り入れたり、ボルシェビキ以外にもソ連では非合法政党の社会革命党（SR）や自由主義者、果ては王党派までその存在を認め、また男女平等を掲げ、進歩的な憲法を制定するなど自由主義的な気風を持った国家作りを目指していた。そのため教条主義的なボルシェビキ活動家とことごとく対立、結局モスクワ出張中に大統領職を解かれ、二度とシベリアに戻れなかった。レーニンが新経済政策を開始すると、アメリカをはじめとする干渉勢力はロシアから撤退し始め、極東共和国も役割を終えて消滅する。
高等教育を受けていない粗野な人物が突然官公庁の舵取りを任されるケースが多かったモスクワ中央にあって、法律のみならず、財政金融の知識もあったクラスノシチョーコフは再びレーニンに見出され、財務人民委員部第二次官、次いで全ロシア商工銀行頭取に抜擢された。しかし反ネップ勢力の攻撃対象となり、冤罪裁判にかけられて失脚。服役後、農務人民委員部傘下の新繊事業発公社責任者として復活したが、1937年、スターリンの大粛清で無実の反逆罪に問われ銃殺。1956年5月、｢雪解け」による名誉回復。遺骨はモスクワのドンスコエ墓地に埋葬されている。